# (843) Nicolaia
(843) Nicolaia es un asteroide perteneciente al cinturón de asteroides descubierto por Holger Thiele desde el observatorio de Hamburgo-Bergedorf, Alemania, el 30 de septiembre de 1916.

## Designación y nombre
Nicolaia fue designado inicialmente como 1916 AN.
Más tarde, se nombró en honor de Torvald Nicolai Thiele (1838-1910), padre del descubridor.

## Características orbitales
Nicolaia orbita a una distancia media de 2,279 ua del Sol, pudiendo acercarse hasta 1,802 ua. Su excentricidad es 0,2096 y la inclinación orbital 8°. Emplea en completar una órbita alrededor del Sol 1257 días.